# Trichiotinus rufobrunneus
Trichiotinus rufobrunneus är en skalbaggsart som beskrevs av Thomas Casey 1914. Trichiotinus rufobrunneus ingår i släktet Trichiotinus och familjen Cetoniidae. Inga underarter finns listade i Catalogue of Life.